# DDTV (Rumunsko)
DDTV byla televizní stanice založená Danem Diaconescu. Kromě DDTV vlastnil Dan Diaconescu také stanici OTV. Od 23. srpna 2009 je DDTV znovu uvedena na trh, včetně špičkových hraných filmů, dokumentů a karikatur. Stanice dostala pokutu 50 000 lei za vysílání filmů z portfolia Warner Bros. bez vysílací licence.
Dne 24. února 2014 CNA stáhla licenci DDTV, protože vlastník nepožádal o její prodloužení.
V roce 2025 bude DDTV znovu spuštěna spolu s OTV (Rumunsko).